# ستيوارت كوبلاند
ستيوارت كوبلاند (بالإنجليزية: Stewart Copeland)‏، من مواليد 16 يوليو 1952، وهو موسيقي أمريكي، شارك في إعداد الآلات الموسيقية للمحتويات الإعلامية كالسينما والألعاب الفيديو وغيرها، وأشهر أعماله هي سلاسل ألعاب سبايرو.

## روابط خارجية
- ستيوارت كوبلاند على موقع IMDb (الإنجليزية)
- ستيوارت كوبلاند على موقع الموسوعة البريطانية (الإنجليزية)
- ستيوارت كوبلاند على موقع ميوزك برينز (الإنجليزية)
- ستيوارت كوبلاند على موقع ميوزك برينز (الإنجليزية)
- ستيوارت كوبلاند على موقع إن إن دي بي (الإنجليزية)
- ستيوارت كوبلاند على موقع ديسكوغز (الإنجليزية)
- ستيوارت كوبلاند على موقع قاعدة بيانات الفيلم (الإنجليزية)

## الموقع الخارجي
- الموقع الرسمي (بالانكليزية)